# Yacatecuhtli

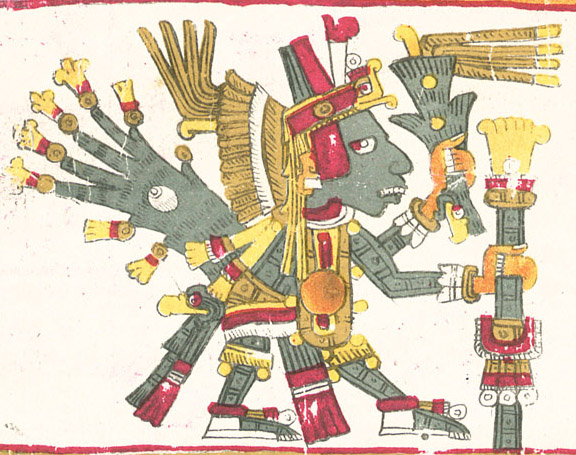
Dessin de Yacatecuhtli, l'une des divinités décrites dans le Codex Borgia

Yacatecuhtli « le seigneur du nez » (du nahuatl « yacatl » (nez) et « tecuhtli » (seigneur)) est, dans la mythologie aztèque, le dieu des marchands, du commerce et des voyageurs. De la même manière ses frères Chiconquiavitl (ou Chiconquiahuitl), Xomocuitl, Nacxitl (ou Acatl), Cochimetl et Yacapitzahua (ou Yacapitzaoc) ont été vénérés comme dieux du commerce[réf. nécessaire].